# Grevaryds ängs naturreservat
Grevaryds ängs naturreservat är ett kommunalt naturreservat i Växjö kommun i Kronobergs län.
Reservatet är 20 hektar stort och skyddat sedan 2024. Det ligger strax söder om Lammhult och består av gammal betesmark med ekar och andra träd.